# NGC 325
NGC 325 es una galaxia espiral de la constelación de Cetus. 
Fue descubierta el 27 de septiembre de 1864 por el astrónomo Albert Marth.